# 박문성 (고려)
박문성(朴文成, ?~?)은 고려의 무신이다. 본관은 죽산이며 개명하기 전의 이름은 박서(朴犀)이다.

## 생애
호부상서(戶部尙書) 박인석(朴仁碩)의 7남 중 막내로 태어났다.
1231년(고려 고종 18년) 서북면병마사(西北面兵馬使)에 임명되었으며, 이 해 살리타(撒禮塔)가 거느린 몽골군이 철주(鐵州)를 거쳐 구주(龜州, 오늘날의 평북 구성시) 성을 공격하자, 김중온(金仲溫)·김경손(金慶孫)과 함께 누차(樓車)·대포차(大砲車)·운제(雲悌) 등으로 공격해 오는 몽골군과 한 달 동안이나 격전하여 마침내 물리쳤다.
이에 몽골군은 서경을 먼저 함락시키고, 고려와 강화를 맺으니, 조정에서도 몽골의 압력으로 귀주성의 장수들을 항복시킬 수밖에 없었다.
결국, 그 이듬해 조정의 설득이 계속되자 왕명을 어기기 어려워 몽골군에게 항복했다.
뒤에 몽골의 사신이 와서 박서를 죽이려고 했는데, 당시 무신 집권자 최우(崔瑀)가 박서에게 잘 처신하라고 충고했고, 박서는 고향으로 돌아갔다.
이 무렵 박문성(朴文成)으로 개명했으며, 1234년(고종 21) 우산기상시(右散騎尙侍)에 임명되어 관직에 복귀했다.
1236년(고종 23) 지문하성사(知門下省事)로 승진했다가, 후에 문하시랑평장사(門下侍郞平章事)·판병부사(判兵部事)에 이르렀다.

## 가족 관계
- 증조 - 박정유(朴挺蕤, 1089년 ~ 1145년)[4] : 추밀원부사(樞密院副使)·전중감(殿中監)·빈객(賓客), 충질공(忠質公)
  - 조부 - 박육화(朴育和)[4] : 지문하성사(知門下省事)·형부상서(刑部尙書)
    - 아버지 - 박인석(朴仁碩, 1144년 ~ 1212년)[4] : 호부상서(戶部尙書)
    - 어머니 - 추밀원사(樞密院使)·이부상서(吏部尙書)·한림학사승지(翰林學士丞旨) 김천(金闡)의 딸[4]
      - 아들 - 박이온(朴李溫)[5][6]

## 관련 작품

### 드라마
- 《무신》(MBC, 2012년~2012년, 배우:권태원)

## 같이 보기
- 1 고려-몽골 전쟁

## 참고 자료
- 이 문서에는 다음커뮤니케이션(현 카카오)에서 GFDL 또는 CC-SA 라이선스로 배포한 글로벌 세계대백과사전의 내용을 기초로 작성된 글이 포함되어 있습니다.